# 郭雲觀
郭雲觀，1889年—1961年，原名雲衢，字閔疇，祖籍福建泉州，浙江玉環縣人。1905年末，中秀才，入北洋大學法律系。1916年，應第一届外交官考試，錄取為至外交部秘書處實習，翌年派赴駐美大使館，在哥倫比亞大學進修。任巴黎和會中國代表團秘書，修訂法律館纂修，北京政府外交部條約研究委員會委員。後調至司法部法權討論會委員，大理院推事，在燕京大學任教，之後在清華大學任教。1932年5月，任國民政府司法行政部參事，兼任司法部編纂室主任。11月，調至江蘇省上海第一特別區地方法院院長。1941年春，因爲徐維震被綁架，同時兼任江蘇高等法院第二分院院長。1940年，太平洋戰爭爆發後，日軍占領公共租界，强迫郭繼續擔任院長，未果，郭出逃，隱居寧波。抗戰勝利之後接收上海所有的法院。1946年12月，任上海高等法院院長。